# کتی تایسن
 کتی تایسن (انگلیسی: Cathy Tyson؛ زادهٔ ۱۲ ژوئن ۱۹۶۵) یک هنرپیشه اهل بریتانیا است.
از فیلم‌ها یا برنامه‌های تلویزیونی که وی در آن نقش داشته است می‌توان به مونا لیزا اشاره کرد.